# Sportclub Rheindorf Altach 2022-2023
Questa voce raccoglie le informazioni riguardanti il Sportclub Rheindorf Altach nelle competizioni ufficiali della stagione 2022-2023.

## Stagione
Nella stagione 2022-2023 l'Altach, allenato da Miroslav Klose e Klaus Schmidt, concluse il campionato di Bundesliga all'11º posto. In ÖFB-Cup l'Altach fu eliminato al secondo turno dall'Admira Wacker M..

## Rosa
| N. |                                 | Ruolo | Calciatore          |
| -- | ------------------------------- | ----- | ------------------- |
| 1  | Danimarca (bandiera)            | P     | Andreas Jungdal     |
| 3  | Austria (bandiera)              | D     | Simon Nelson        |
| 4  | Austria (bandiera)              | D     | Felix Strauß        |
| 5  | Austria (bandiera)              | D     | Lukas Gugganig      |
| 6  | Francia (bandiera)              | D     | Pape-Alioune Ndiaye |
| 7  | Austria (bandiera)              | C     | Noah Bischof        |
| 8  | Germania (bandiera)             | C     | Mike-Steven Bähre   |
| 9  | Kosovo (bandiera)               | A     | Atdhe Nuhiu         |
| 10 | Austria (bandiera)              | A     | Dominik Reiter      |
| 11 | Ungheria (bandiera)             | A     | Csaba Bukta         |
| 12 | Serbia (bandiera)               | A     | Marko Lazetić       |
| 13 | Austria (bandiera)              | P     | Tino Casali         |
| 14 | Austria (bandiera)              | C     | Samuel Mischitz     |
| 15 | Bosnia ed Erzegovina (bandiera) | A     | Husein Balić        |
| 16 | Austria (bandiera)              | D     | Emanuel Schreiner   |

| N. |                     | Ruolo | Calciatore             |
| -- | ------------------- | ----- | ---------------------- |
| 17 | Nigeria (bandiera)  | D     | Nosa Iyobosa Edokpolor |
| 18 | Austria (bandiera)  | D     | Jan Zwischenbrugger    |
| 19 | Austria (bandiera)  | C     | Sebastian Aigner       |
| 20 | Austria (bandiera)  | C     | Johannes Tartarotti    |
| 21 | Austria (bandiera)  | C     | Damian Maksimovic      |
| 22 | Austria (bandiera)  | A     | Amir Abdijanovic       |
| 23 | Austria (bandiera)  | C     | Lukas Jäger            |
| 24 | Croazia (bandiera)  | C     | Jurica Jurčec          |
| 26 | Austria (bandiera)  | D     | Emre Yabantas          |
| 27 | Austria (bandiera)  | C     | Stefan Haudum          |
| 28 | Croazia (bandiera)  | C     | Jan Jurčec             |
| 30 | Germania (bandiera) | D     | David Herold           |
| 32 | Austria (bandiera)  | P     | Jakob Odehnal          |
| 34 | Austria (bandiera)  | D     | Manuel Thurnwald       |
|    | Austria (bandiera)  | C     | Noah Bitsche           |

## Organigramma societario
Area tecnica
- Allenatore: Klaus Schmidt
- Allenatore in seconda: Jonas Hammerschmidt, Louis Ngwat-Mahop, Joachim Standfest
- Preparatore dei portieri: Sebastian Brandner
- Preparatori atletici: Julian Kleinheinz, Dario Müller

## Calciomercato

### Sessione estiva
| Acquisti | Acquisti         | Acquisti                | Acquisti |
| R.       | Nome             | da                      | Modalità |
| -------- | ---------------- | ----------------------- | -------- |
| A        | Alexis Tibidi    | Stoccarda               |          |
| A        | Amir Abdijanovic | Dornbirn                |          |
| C        | Thomas Baldauf   | Dornbirn                |          |
| A        | Guy Dahan        | Ironi Sayid Umm al-Fahm |          |
| C        | Amankwah Forson  | Salisburgo              |          |
| D        | Lukas Gugganig   | Osnabrück               |          |
| C        | Lukas Jäger      | Sturm Graz              |          |
| C        | Jan Jurčec       | Kustošija               |          |
| D        | Leo Mätzler      | Austria Lustenau        |          |
| C        | Ronny Rikal      | Dornbirn                |          |

| Cessioni | Cessioni           | Cessioni       | Cessioni |
| R.       | Nome               | a              | Modalità |
| -------- | ------------------ | -------------- | -------- |
| D        | David Bumberger    | Vorwärts Steyr |          |
| D        | Leo Mätzler        | Dornbirn       |          |
| C        | Noah Bitsche       | Vorwärts Steyr |          |
| C        | Gianluca Gaudino   | Losanna        |          |
| D        | Mickaël Nanizayamo | Losanna        |          |
| C        | Lars Nussbaumer    | Dornbirn       |          |
| C        | Lukas Parger       | Dornbirn       |          |

### Sessione invernale
| Acquisti | Acquisti          | Acquisti         | Acquisti |
| R.       | Nome              | da               | Modalità |
| -------- | ----------------- | ---------------- | -------- |
| A        | Husein Balić      | LASK             |          |
| D        | David Herold      | Bayern Monaco II |          |
| D        | Simon Nelson      | Sturm Graz       |          |
| A        | Marko Lazetić     | Milan            |          |
| C        | Jurica Jurčec     | Jarun            |          |
| P        | Andreas Jungdal   | Milan            |          |
| C        | Mike-Steven Bähre | ?                |          |

| Cessioni | Cessioni        | Cessioni            | Cessioni |
| R.       | Nome            | a                   | Modalità |
| -------- | --------------- | ------------------- | -------- |
| C        | Ronny Rikal     | Floridsdorfer       |          |
| A        | Alexis Tibidi   | Troyes              |          |
| P        | Armin Gremsl    | Arminia Bielefeld   |          |
| A        | Guy Dahan       | Maccabi Petah Tiqwa |          |
| C        | Amankwah Forson | Salisburgo          |          |

## Risultati

### Bundesliga

#### Girone di andata
| Arbitro: | Kijas |

|                  |           |           |
| Avdijaj 45’, 77’ | Marcatori | 84’ Nuhiu |

| Arbitro: | Hameter |

|                     |           |                      |
| Nuhiu 12’ Jäger 63’ | Marcatori | 53’ Jasic 88’ Baribo |

| Arbitro: | Altmann |

|                                     |           |                           |
| Nuhiu 63’, 90’ Braunöder 74’ (aut.) | Marcatori | 19’ Fischer 53’ Tabaković |

| Arbitro: | Grobelnik |

|                                      |           |  |
| Højlund 15’ Emegha 73’, 89’ Wels 79’ | Marcatori |  |

| Arbitro: | Gishamer |

|            |           |                       |
| Tibidi 25’ | Marcatori | 30’ Maak 89’ Teixeira |

| Arbitro: | Lechner |

|                                                |           |            |
| Žulj 31’ Jovićić 64’ Horvath 80’ Koulouris 85’ | Marcatori | 61’ Jurčec |

| Arbitro: | Ciochirca |

|  |           |          |
|  | Marcatori | 9’ Demir |

| Innsbruck 10 settembre 2022, ore 17:00 CEST 8ª giornata | WSG Tirol | 0 – 0 referto | Altach | Tivoli-Neu Stadion (1 704 spett.)\| Arbitro: \| Jäger \| |
| Arbitro:                                                | Jäger     |               |        |                                                          |

| Arbitro: | Weinberger |

|            |           |                               |
| Tibidi 39’ | Marcatori | 45’, 51’, 78’ Pink 90’ Bonnah |

| Arbitro: | Grobelnik |

|                    |           |                                    |
| Mikić 8’ Pomer 24’ | Marcatori | 4’ Nuhiu 53’ Tibidi 70’ Tartarotti |

| Arbitro: | Altmann |

|                      |           |                               |
| Tibidi 57’ Nuhiu 78’ | Marcatori | 53’ Wöber 59’ Koïta 72’ Adamu |

#### Girone di ritorno
| Arbitro: | Untergasser |

|           |           |  |
| Nuhiu 90’ | Marcatori |  |

| Arbitro: | Kijas |

|                       |           |                             |
| Leitgeb 4’ Baribo 38’ | Marcatori | 11’, 29’ Bischof 71’ Tibidi |

| Arbitro: | Jäger |

|                      |           |            |
| Fitz 47’, 90’ (rig.) | Marcatori | 42’ Forson |

| Arbitro: | Schüttengruber |

|           |           |                        |
| Nuhiu 15’ | Marcatori | 11’ (rig.) Kiteishvili |

| Arbitro: | Grobelnik |

|                                     |           |  |
| Grabher 9’ Teixeira 45’ (rig.), 52’ | Marcatori |  |

| Arbitro: | Jäger |

|  |           |              |
|  | Marcatori | 10’ Nakamura |

| Arbitro: | Heiß |

|                                 |           |  |
| Strunz 53’, 81’ Burgstaller 85’ | Marcatori |  |

| Altach 26 febbraio 2023, ore 14:30 CET 19ª giornata | Altach | 0 – 0 referto | WSG Tirol | Cashpoint-Arena (3 824 spett.)\| Arbitro: \| Ebner \| |
| Arbitro:                                            | Ebner  |               |           |                                                       |

| Arbitro: | Weinberger |

|                          |           |  |
| Rieder 13’, 26’ Pink 33’ | Marcatori |  |

| Arbitro: | Talic |

|          |           |                           |
| Bähre 8’ | Marcatori | 35’ Gragger 76’ Monschein |

| Arbitro: | Lechner |

|           |           |           |
| Šeško 83’ | Marcatori | 56’ Nuhiu |

### Poule retrocessione

#### Girone di andata
| Arbitro: | Jäger |

|             |           |  |
| Bischof 59’ | Marcatori |  |

| Arbitro: | Altmann |

|            |           |  |
| Adriel 71’ | Marcatori |  |

| Arbitro: | Heiß |

|                     |           |                         |
| Heil 58’ Prokop 60’ | Marcatori | 10’ Gugganig 33’ Jurčec |

| Arbitro: | Gishamer |

|           |           |            |
| Nuhiu 74’ | Marcatori | 55’ Chabbi |

| Arbitro: | Weinberger |

|  |           |                            |
|  | Marcatori | 28’ Veratschnig 83’ Röcher |

#### Girone di ritorno
| Wolfsberg 5 maggio 2023, ore 19:30 CEST 28ª giornata | Wolfsberger | 0 – 0 referto | Altach | Lavanttal-Arena (2 388 spett.)\| Arbitro: \| Ebner \| |
| Arbitro:                                             | Ebner       |               |        |                                                       |

| Arbitro: | Altmann |

|  |           |             |
|  | Marcatori | 13’ Sangare |

| Arbitro: | Lechner |

|  |           |                  |
|  | Marcatori | 85’ (aut.) Ungar |

| Arbitro: | Kijas |

|                 |           |           |
| Abdijanovic 34’ | Marcatori | 60’ Diaby |

| Arbitro: | Schüttengruber |

|             |           |               |
| Ranacher 8’ | Marcatori | 79’ Schreiner |

### ÖFB-Cup
| Arbitro: | Spurny |

|           |           |                          |
| Sipka 40’ | Marcatori | 3’, 19’ Nuhiu 74’ Forson |

| Arbitro: | Spurny |

|                                   |           |  |
| Rasner 17’ Badji 22’ Ristanic 41’ | Marcatori |  |

## Statistiche

### Statistiche di squadra
| Competizione        | Punti | In casa | In casa | In casa | In casa | In casa | In casa | In trasferta | In trasferta | In trasferta | In trasferta | In trasferta | In trasferta | Totale | Totale | Totale | Totale | Totale | Totale | DR  |
| Competizione        | Punti | G       | V       | N       | P       | Gf      | Gs      | G            | V            | N            | P            | Gf           | Gs           | G      | V      | N      | P      | Gf     | Gs     | DR  |
| ------------------- | ----- | ------- | ------- | ------- | ------- | ------- | ------- | ------------ | ------------ | ------------ | ------------ | ------------ | ------------ | ------ | ------ | ------ | ------ | ------ | ------ | --- |
| Bundesliga          | 17    | 11      | 2       | 3       | 6       | 12      | 18      | 11           | 2            | 2            | 7            | 10           | 26           | 22     | 4      | 5      | 13     | 22     | 44     | -22 |
| Poule retrocessione | -     | 5       | 1       | 2       | 2       | 3       | 5       | 5            | 1            | 3            | 1            | 4            | 4            | 10     | 2      | 5      | 3      | 7      | 9      | -2  |
| ÖFB-Cup             | -     | 0       | 0       | 0       | 0       | 0       | 0       | 2            | 1            | 0            | 1            | 3            | 4            | 2      | 1      | 0      | 1      | 3      | 4      | -1  |
| Totale              | 17    | 16      | 3       | 5       | 8       | 15      | 23      | 18           | 4            | 5            | 9            | 17           | 34           | 34     | 7      | 10     | 17     | 32     | 57     | -25 |

### Andamento in campionato
| Giornata  | 1 | 2  | 3 | 4 | 5 | 6  | 7  | 8  | 9  | 10 | 11 | 12 | 13 | 14 | 15 | 16 | 17 | 18 | 19 | 20 | 21 | 22 |
| --------- | - | -- | - | - | - | -- | -- | -- | -- | -- | -- | -- | -- | -- | -- | -- | -- | -- | -- | -- | -- | -- |
| Luogo     | T | C  | C | T | C | T  | C  | T  | C  | T  | C  | C  | T  | T  | C  | T  | C  | T  | C  | T  | C  | T  |
| Risultato | P | N  | V | P | P | P  | P  | N  | P  | V  | P  | V  | V  | P  | N  | P  | P  | P  | N  | P  | P  | N  |
| Posizione | 8 | 10 | 5 | 8 | 9 | 11 | 12 | 11 | 11 | 10 | 11 | 10 | 9  | 10 | 9  | 10 | 10 | 10 | 10 | 11 | 12 | 12 |

Legenda:

Luogo: C = Casa; T = Trasferta. Risultato: V = Vittoria; N = Pareggio; P = Sconfitta.

### Statistiche dei giocatori
| Giocatore          | ÖFB-Cup  | ÖFB-Cup | ÖFB-Cup     | ÖFB-Cup    | Bundesliga | Bundesliga | Bundesliga  | Bundesliga | Totale   | Totale | Totale      | Totale     |
| Giocatore          | Presenze | Reti    | Ammonizioni | Espulsioni | Presenze   | Reti       | Ammonizioni | Espulsioni | Presenze | Reti   | Ammonizioni | Espulsioni |
| ------------------ | -------- | ------- | ----------- | ---------- | ---------- | ---------- | ----------- | ---------- | -------- | ------ | ----------- | ---------- |
| A. Abdijanovic     | 0        | 0       | 0           | 0          | 11         | 0          | 1           | 0          | 11       | 0      | 1           | 0          |
| S. Aigner          | 2        | 0       | 0           | 0          | 11         | 0          | 1           | 0          | 13       | 0      | 1           | 0          |
| H. Balić           | 0        | 0       | 0           | 0          | 6          | 0          | 0           | 0          | 6        | 0      | 0           | 0          |
| N. Bischof         | 1        | 0       | 0           | 0          | 14         | 2          | 0           | 0          | 15       | 2      | 0           | 0          |
| C. Bukta           | 2        | 0       | 0           | 0          | 21         | 0          | 1           | 0          | 23       | 0      | 1           | 0          |
| M. Bähre           | 0        | 0       | 0           | 0          | 5          | 1          | 1           | 0          | 5        | 1      | 1           | 0          |
| T. Casali          | 1        | 0       | 0           | 0          | 14         | 0          | 0           | 0          | 15       | 0      | 0           | 0          |
| G. Dahan           | 2        | 0       | 0           | 0          | 0          | 0          | 0           | 0          | 2        | 0      | 0           | 0          |
| N. Edokpolor       | 2        | 0       | 0           | 0          | 19         | 0          | 6           | 1          | 21       | 0      | 6           | 1          |
| A. Forson          | 2        | 1       | 0           | 0          | 16         | 1          | 2           | 0          | 18       | 2      | 2           | 0          |
| A. Gremsl          | 0        | 0       | 0           | 0          | 0          | 0          | 0           | 0          | 0        | 0      | 0           | 0          |
| L. Gugganig        | 2        | 0       | 0           | 0          | 11         | 0          | 1           | 0          | 13       | 0      | 1           | 0          |
| S. Haudum          | 1        | 0       | 0           | 0          | 17         | 0          | 1           | 0          | 18       | 0      | 1           | 0          |
| D. Herold          | 0        | 0       | 0           | 0          | 5          | 0          | 1           | 0          | 5        | 0      | 1           | 0          |
| A. Jungdal         | 0        | 0       | 0           | 0          | 6          | 0          | 0           | 0          | 6        | 0      | 0           | 0          |
| J. Jurčec          | 0        | 0       | 0           | 0          | 21         | 1          | 1           | 0          | 21       | 1      | 1           | 0          |
| J. Jurčec          | 0        | 0       | 0           | 0          | 3          | 0          | 0           | 0          | 3        | 0      | 0           | 0          |
| L. Jäger           | 2        | 0       | 0           | 0          | 21         | 1          | 6           | 0          | 23       | 1      | 6           | 0          |
| M. Lazetić         | 0        | 0       | 0           | 0          | 5          | 0          | 0           | 0          | 5        | 0      | 0           | 0          |
| D. Maksimovic      | 0        | 0       | 0           | 0          | 1          | 0          | 0           | 0          | 1        | 0      | 0           | 0          |
| S. Mischitz        | 0        | 0       | 0           | 0          | 2          | 0          | 0           | 0          | 2        | 0      | 0           | 0          |
| P. Ndiaye          | 1        | 0       | 0           | 0          | 2          | 0          | 1           | 0          | 3        | 0      | 1           | 0          |
| S. Nelson          | 0        | 0       | 0           | 0          | 4          | 0          | 0           | 0          | 4        | 0      | 0           | 0          |
| B. Nimaga          | 1        | 0       | 0           | 0          | 10         | 0          | 1           | 0          | 11       | 0      | 1           | 0          |
| A. Nuhiu           | 2        | 2       | 0           | 0          | 21         | 9          | 5           | 1          | 23       | 11     | 5           | 1          |
| J. Odehnal         | 1        | 0       | 0           | 0          | 2          | 0          | 0           | 0          | 3        | 0      | 0           | 0          |
| D. Reiter          | 2        | 0       | 0           | 0          | 7          | 0          | 2           | 1          | 9        | 0      | 2           | 1          |
| E. Schreiner       | 1        | 0       | 0           | 0          | 12         | 0          | 2           | 0          | 13       | 0      | 2           | 0          |
| F. Strauß          | 1        | 0       | 0           | 0          | 13         | 0          | 4           | 0          | 14       | 0      | 4           | 0          |
| J. Tartarotti      | 1        | 0       | 0           | 0          | 13         | 1          | 1           | 0          | 14       | 1      | 1           | 0          |
| M. Thurnwald       | 1        | 0       | 0           | 0          | 16         | 0          | 2           | 0          | 17       | 0      | 2           | 0          |
| A. Tibidi          | 2        | 0       | 0           | 0          | 16         | 5          | 4           | 0          | 18       | 5      | 4           | 0          |
| E. Yabantas        | 1        | 0       | 0           | 0          | 1          | 0          | 0           | 0          | 2        | 0      | 0           | 0          |
| J. Zwischenbrugger | 1        | 0       | 0           | 0          | 16         | 0          | 3           | 0          | 17       | 0      | 3           | 0          |